# 皮特·乌塔卡
皮特·乌塔卡（Peter Utaka，1984年2月12日—），尼日利亚足球运动员，现效力于日职乙球会甲府风林。他是約翰·烏達卡的弟弟。

## 俱乐部生涯
乌塔卡在2003年加盟比利时丙级联赛球队马斯梅赫伦，一个赛季后转投甲级联赛球队韦斯特洛。2007年1月，乌塔卡转会加盟乙级联赛球队皇家安特卫普，并占据球队的绝对主力位置，帮助球队获得升级附加赛的参赛资格，但最终在附加赛中仅获得第二，无缘升级。
2008年8月30日，乌塔卡加盟丹麦足球超级联赛球队欧登塞。 在第一个赛季他在射手榜位列第四位，第二个赛季（2009/10赛季），他在联赛中出场33次打进18球，成为丹麦超级联赛的最佳射手。
2012年1月，乌塔卡加盟中国足球超级联赛升班马大连阿尔滨。2012赛季初乌塔卡只能以球队的第五外援身份出场， 但在接任张外龙成为球队新任主教练后，他的出场机会大大增加。2012年7月21日，他上演在中超联赛的首个帽子戏法，帮助大连阿尔滨5比2击败山东鲁能。 在联赛第14轮至23轮，他连续10场取得进球（12球），创造中超联赛连续进球的新纪录。 乌塔卡在该赛季出场28次，射进20球，位列射手榜第二位，仅次于克里斯蒂安·达纳拉赫。
2013年7月9日，乌塔卡转会加盟北京国安。

## 国家队生涯
2009年9月21日，乌塔卡首次入选尼日利亚国家足球队的集训名单。2010年3月3日，他在尼日利亚和民主刚果的友谊赛中首次代表国家队出场。他在这场比赛中打进加盟国家队的首个进球。

## 荣誉
- 比利时足球乙级联赛最佳射手：2007/2008
- 丹麦足球超级联赛最佳射手：2009/2010